# Trachusa laeviventris
Trachusa laeviventris is een vliesvleugelig insect uit de familie Megachilidae. De wetenschappelijke naam van de soort is voor het eerst geldig gepubliceerd in 1873 door Dours.